# 나사우디츠 백작 에른스트 카시미르 1세
에른스트 카시미르 1세(네덜란드어: Ernst Casimir van Nassau-Dietz, 1573년 12월 22일 – 1632년 6월 2일)는 나사우 가문의 백작이자 프리슬란트, 흐로닝언, 드렌터의 총독이다.

## 생애
에른스트 카시미르는 요한 6세와 로이흐텐베르크의 엘리사벗 사이의 11번째 아들이었다. 1606년 아버지의 죽음 이후 나사우는 5명의 아들에 의해 분할되었으며 에른스트 카시미르는 나사우디에츠 백작이 되었다. 그는 80년 전쟁과 30년 전쟁에서 뛰어난 활약을 보여준 것으로 유명했다. 그는 나사우의 마우리츠 밑에서 복무하였고, 1627년 흐룬로 포위전과 스헤르토헨보스 전투에서는 프레데리크 헨드리크 휘하에서 복무했다. 그는 프리슬란트의 일부만을 다스렸지만 인기가 많았으며 그의 죽음 이후에 사람들은 그를 진심으로 애도했다. 그는 루르몬트 포위전에서 총상을 입고 1632년 6월 전사했다.